# Спомен капела у Нишу
Спомен капела је саграђена као успомена на жртве током ратова с почетка деведесетих и НАТО бомбадовања из Ниша. Капелу је саградила управа града Ниша, и смештена у Шуматовачкој улици, у којој су пале касетне бомбе 7. маја 1999. године. Капела је смештена између Нишке тврђаве и зграде Бановине, тренутног седишта универзитета у Нишу. Капела је освештана на Видовдан 28. јуна 2000. године. На таблама које се налазе унутар капеле исписано је имена 134 човека.
На капели се налази натпис: „Чекамо васкрсење мртвих и живот будућег века“, „Град Ниш својим грађанима и невиним жртвама и палим за слободу и част Отаџбине“ и „на Видовдан 2000 г.".
Недалеко од капеле, на другој страни улице крај реке, налази се споменик погинулима током НАТО агресије коју је изградило тадашње државно руководство. Разлог за постојање два обележја која подсећају на страдање 1999. је партијска и идеолошка разлика руководстава на градском (коалиција Заједно) и републичком нивоу (СПС-СРС-ЈУЛ).